# 忠诚卫士之歌
《忠诚卫士之歌》是一首进行曲，由中国军旅作曲家黄钟声、作词家胡宏伟谱写，在2006年成为中国人民武装警察部队警歌。

## 创作
黄钟声18岁入伍，因兴趣广泛曾在部队担任各类文艺兵，调入武警部队总部文工团成为创作员后曾在中央音乐学院进修。1999年，武警部队曾暂用黄钟声作曲、苏柳作词的《武警之歌》作为警歌。2006年，部队重新征集警歌。经过领导人、音乐业内人士和武警战士打分评比后，黄钟声作曲、胡宏伟作词的《忠诚卫士之歌》入选。

## 歌曲使用
2009年10月1日中华人民共和国60周年国庆阅兵式上，《忠诚卫士之歌》在武警部队受阅时奏响。2019年10月1日70周年国庆阅兵式上，《忠诚卫士之歌》再度奏响。此歌曲也在其他政治场合演奏过。